# Sindaci di Solarino

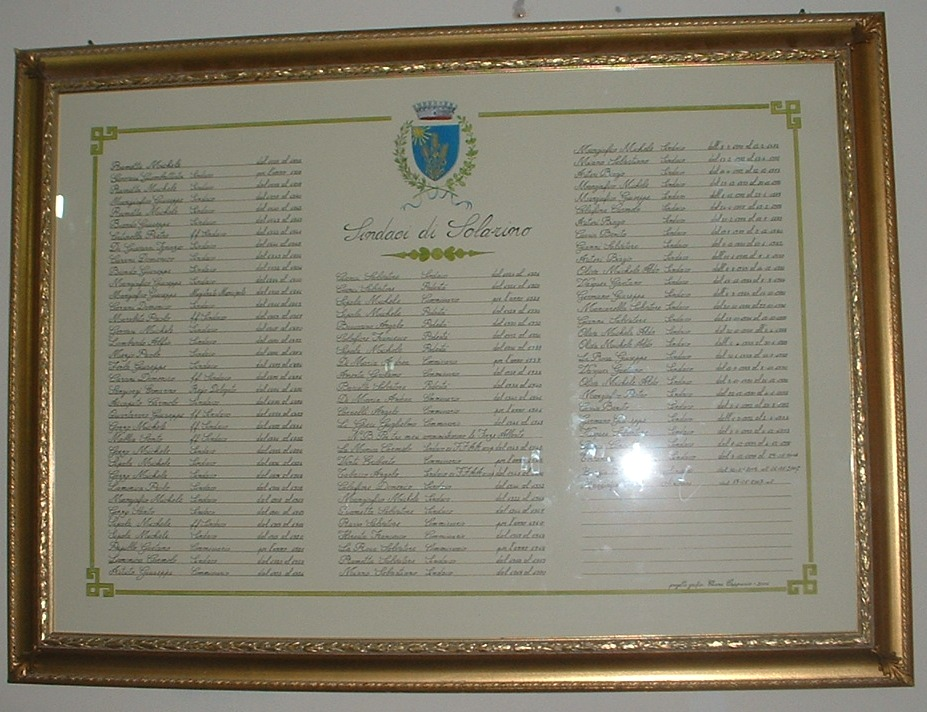
Elenco dei Sindaci di Solarino affisso nell'Aula Consiliare "Falcone e Borsellino"

## Regno delle Due Sicilie (1849-1861)
| Periodo | Periodo | Primo cittadino      | Partito | Carica                      | Note |
| ------- | ------- | -------------------- | ------- | --------------------------- | ---- |
| 1828    | 1832    | Michele Rametta      |         | Sindaco                     |      |
| 1832    | 1835    | Giambattista Gervasi |         | Sindaco                     |      |
| 1835    | 1837    | Michele Rametta      |         | Sindaco                     |      |
| 1837    | 1840    | Giuseppe Mangiafico  |         | Sindaco                     |      |
| 1840    | 1842    | Michele Rametta      |         | Sindaco                     |      |
| 1842    | 1843    | Giuseppe Biondo      |         | Sindaco                     |      |
| 1843    | 1846    | Pietro Catinella     |         | Facente Funzione di Sindaco |      |
| 1846    | 1849    | Ignazio Di Giovanni  |         | Sindaco                     |      |
| 1849    | 1851    | Domenico Carani      |         | Sindaco                     |      |
| 1852    | 1854    | Giuseppe Biondo      |         | Sindaco                     |      |
| 1855    | 1860    | Giuseppe Mangiafico  |         | Sindaco                     |      |

## Regno d'Italia (1861-1946)
| Periodo | Periodo | Primo cittadino     | Partito                     | Carica                      | Note  |
| ------- | ------- | ------------------- | --------------------------- | --------------------------- | ----- |
| 1860    | 1861    | Giuseppe Mangiafico |                             | Magistrato Municipale       |       |
| 1861    | 1865    | Domenico Carani     |                             | Sindaco                     |       |
| 1865    | 1867    | Paolo Marabito      |                             | Facente Funzione di Sindaco |       |
| 1867    | 1870    | Michele Gervasi     |                             | Sindaco                     |       |
| 1870    | 1872    | Alfio Lombardo      |                             | Sindaco                     |       |
| 1872    | 1873    | Paolo Mezio         |                             | Sindaco                     |       |
| 1873    | 1874    | Giuseppe Ferla      |                             | Sindaco                     |       |
| 1875    | 1876    | Domenico Carani     |                             | Facente Funzione di Sindaco |       |
| 1876    |         | Ermanno Sangiorgi   |                             | Regio Delegato              |       |
| 1876    | 1878    | Carmelo Accaputo    |                             | Sindaco                     |       |
| 1878    | 1879    | Giuseppe Quartararo |                             | Facente Funzione di Sindaco |       |
| 1879    | 1881    | Michele Gozzo       |                             | Facente Funzione di Sindaco |       |
| 1881    | 1882    | Santo Mallia        |                             | Facente Funzione di Sindaco |       |
| 1882    | 1896    | Michele Gozzo       |                             | Sindaco                     |       |
| 1896    |         | Michele Sipala      |                             | Sindaco                     |       |
| 1896    | 1905    | Michele Gozzo       |                             | Sindaco                     |       |
| 1905    | 1908    | Paolo Lamonica      |                             | Sindaco                     |       |
| 1908    | 1910    | Michele Mangiafico  |                             | Sindaco                     |       |
| 1910    | 1913    | Santo Gozzo         |                             | Sindaco                     |       |
| 1913    | 1915    | Michele Sipala      |                             | Facente Funzione di Sindaco |       |
| 1915    | 1920    | Michele Sipala      |                             | Sindaco                     |       |
| 1920    |         | Gaetano Pupillo     |                             | Commissario                 |       |
| 1920    | 1923    | Carmelo Lamonica    | Partito Socialista Italiano | Sindaco                     |       |
| 1923    | 1924    | Giuseppe Astuto     |                             | Commissario                 |       |
| 1924    | 1926    | Salvatore Cianci    |                             | Sindaco                     |       |
| 1926    | 1929    | Salvatore Cianci    | Partito Nazionale Fascista  | Podestà                     |       |
| 1929    |         | Michele Sipala      |                             | Commissario                 |       |
| 1929    | 1930    | Michele Sipala      | Partito Nazionale Fascista  | Podestà                     |       |
| 1930    | 1932    | Angelo Boscarino    | Partito Nazionale Fascista  | Podestà                     |       |
| 1932    | 1936    | Francesco Calafiore | Partito Nazionale Fascista  | Podestà                     |       |
| 1936    | 1937    | Michele Sipala      | Partito Nazionale Fascista  | Podestà                     |       |
| 1937    |         | Andrea Di Maria     |                             | Commissario                 |       |
| 1937    | 1938    | Girolamo Amenta     |                             | Commissario                 |       |
| 1938    | 1940    | Salvatore Bascetta  | Partito Nazionale Fascista  | Podestà                     |       |
| 1940    | 1941    | Andrea Di Maria     |                             | Commissario                 |       |
| 1941    |         | Angelo Carrelli     |                             | Commissario                 |       |
| 1941    | 1943    | Guglielmo Li Greci  |                             | Commissario                 | [ 1 ] |
| 1943    | 1945    | Carmelo Lamonica    |                             | Sindaco                     | [ 2 ] |
| 1945    |         | Eriberto Vintì      |                             | Commissario                 |       |
| 1945    | 1946    | Angelo Tabbacco     |                             | Sindaco                     | [ 2 ] |

## Repubblica Italiana (dal 1946)
| Periodo          | Periodo          | Primo cittadino      | Partito | Carica      | Note        |
| ---------------- | ---------------- | -------------------- | --- | ----------- | ----------- |
| 1946             | 1952             | Domenico Calafiore   | Partito Liberale Italiano | Sindaco     |             |
| 1952             | 1964             | Michele Mangiafico   | Democrazia Cristiana | Sindaco     |             |
| 1964             | 1967             | Salvatore Rametta    | Concentrazione Democratica | Sindaco     |             |
| 1967             |                  | Salvatore Russo      | | Commissario |             |
| 1967             | 1968             | Francesco Floresta   | | Commissario |             |
| 1968             |                  | Salvatore La Rosa    | | Commissario |             |
| 1968             | 1969             | Salvatore Rametta    | Unità Socialista | Sindaco     |             |
| 1969             | 1970             | Sebastiano Miano     | Partito Socialista Italiano | Sindaco     |             |
| 8 agosto 1970    | 12 febbraio 1972 | Michele Mangiafico   | Democrazia Cristiana | Sindaco     |             |
| 13 febbraio 1972 | 13 aprile 1972   | Sebastiano Miano     | Partito Socialista Italiano | Sindaco     |             |
| 14 aprile 1972   | 22 dicembre 1973 | Biagio Auteri        | Democrazia Cristiana | Sindaco     |             |
| 23 dicembre 1973 | 30 novembre 1975 | Michele Mangiafico   | Democrazia Cristiana | Sindaco     |             |
| 1º dicembre 1975 | 23 giugno 1977   | Giuseppe Mangiafico  | Democrazia Cristiana | Sindaco     |             |
| 24 giugno 1977   | 19 febbraio 1978 | Carmelo Calafiore    | Democrazia Cristiana | Sindaco     |             |
| 20 febbraio 1978 | 18 luglio 1979   | Biagio Auteri        | Democrazia Cristiana | Sindaco     |             |
| 19 luglio 1979   | 8 dicembre 1980  | Benito Cassia        | Democrazia Cristiana | Sindaco     |             |
| 9 dicembre 1980  | 10 gennaio 1982  | Salvatore Gianni     | Democrazia Cristiana | Sindaco     |             |
| 11 gennaio 1982  | 7 agosto 1983    | Biagio Auteri        | Democrazia Cristiana | Sindaco     |             |
| 8 agosto 1983    | 14 dicembre 1983 | Michele Aldo Oliva   | Democrazia Cristiana | Sindaco     |             |
| 15 dicembre 1983 | 7 settembre 1984 | Gaetano Vasques      | Democrazia Cristiana | Sindaco     |             |
| 8 settembre 1984 | 14 ottobre 1985  | Giuseppe Germano     | Democrazia Cristiana | Sindaco     |             |
| 20 ottobre 1985  | 29 ottobre 1986  | Salvatore Mancarella | Partito Socialista Italiano | Sindaco     |             |
| 30 ottobre 1986  | 19 ottobre 1987  | Salvatore Gianni     | Democrazia Cristiana | Sindaco     | [ 3 ]       |
| 20 ottobre 1987  | 30 gennaio 1989  | Michele Aldo Oliva   | Democrazia Cristiana | Sindaco     | [ 4 ]       |
| 31 gennaio 1989  | 14 luglio 1989   | Giuseppe La Rosa     | Democrazia Cristiana | Sindaco     |             |
| 15 luglio 1989   | 2 ottobre 1990   | Gaetano Vasques      | Democrazia Cristiana | Sindaco     | [ 4 ]       |
| 3 ottobre 1990   | 21 dicembre 1990 | Michele Aldo Oliva   | Democrazia Cristiana | Sindaco     |             |
| 22 dicembre 1990 | 4 gennaio 1992   | Pietro Mangiafico    | Democrazia Cristiana | Sindaco     | [ 4 ]       |
| 5 gennaio 1992   | 28 febbraio 1992 | Benito Cassia        | Democrazia Cristiana | Sindaco     |             |
| 1º marzo 1992    | 2 maggio 1993    | Giuseppe Germano     | Democrazia Cristiana | Sindaco     | [ 4 ]       |
| 3 maggio 1993    | 6 dicembre 1993  | Salvatore Vasques    | Democrazia Cristiana | Sindaco     |             |
| 7 dicembre 1993  | 2 dicembre 1997  | Concetto Cianci      | Rinnovamento '93 (lista civica) | Sindaco     |             |
| 3 dicembre 1997  | 29 maggio 2002   | Emilio Terranova     | Movimenti Democratici ed Indipendenti (lista civica di centrosinistra)                                                                       | Sindaco     | [ 5 ]       |
| 30 maggio 2002   | 16 maggio 2007   | Paolo Burgio         | FI, AN, CDE | Sindaco     |             |
| 17 maggio 2007   | 6 maggio 2012    | Pietro Mangiafico    | Casa delle Libertà | Sindaco     |             |
| 7 maggio 2012    | 13 giugno 2017   | Sebastiano Scorpo    | Insieme con Scorpo sindaco (lista civica: PdL, ApI, MpA, associazioni)                                                                       | Sindaco     |             |
| 14 giugno 2017   | 16 giugno 2022   | Sebastiano Scorpo    | Insieme con Scorpo sindaco (lista civica) | Sindaco     |             |
| 17 giugno 2022   | 18 dicembre 2024 | Giuseppe Germano     | La Svolta Buona (lista civica di centrodestra: Noi Moderati, associazioni)                                                                   | Sindaco     | [ 6 ] [ 7 ] |
| 19 dicembre 2024 | 30 maggio 2025   | Pio Guida            | | Commissario | [ 8 ]       |
| 31 maggio 2025   | in carica        | Tiziano Fabio Spada  | Orizzonte Solarino - Tiziano Spada Sindaco (lista civica: Partito Democratico, Movimento per le Autonomie, movimenti civici ed indipendenti) | Sindaco     | [ 9 ]       |